# 문경덕
문경덕(文京德, 1957년 10월 12일 ~ )은 조선민주주의인민공화국의 정치인이다. 2011년 기준으로, 정치국 위원 및 후보위원 중에서 가장 나이가 젊다.

## 경력
1957년 평양직할시 대성구역에서 태어났다. 1973년 10월에 군에 입대했으며, 김일성종합대학을 졸업했고, 정치경제학전문가 자격을 받았다. 평양시당 지도원, 사로청중앙위원회 부위원장, 2호지도국장, 당중앙위원회 부부장을 거쳐 2010년 평양직할시 당 위원회 책임비서에 임명되었다. 2014년 4월, 평양시 당위원회 책임비서에서 물러났다.